# Adam Larsen Kwarasey
Adambathia Larsen Kwarasey (Oslo, 1987. december 12.) norvég születésű ghánai válogatott labdarúgó.

## Pályafutása
Tagja volt a 2014-es labdarúgó-világbajnokságon részt vevő válogatottnak.

## Sikerei, díjai
- Strømsgodset
  - Norvég bajnok: 2013
  - Norvég kupa: 2010
- Portland Timbers
  - MLS kupa: 2015
  - MLS Western Conference: 2015